# Cytheropteron yorktownense
Cytheropteron yorktownense är en kräftdjursart som först beskrevs av Borys Malkin 1953.  Cytheropteron yorktownense ingår i släktet Cytheropteron och familjen Cytheruridae. Inga underarter finns listade i Catalogue of Life.